# Pułk Huzarów Pancernych im. Księcia Oranii
Pułk Huzarów Pancernych im. Księcia Oranii (Regiment Huzaren Prins van Oranje) – pułk pancerny królewskiej armii holenderskiej.
Nazwany na cześć księcia Oranii Wilhelma III Holenderskiego, najstarszego syna Wilhelma II.
Oddział został sformowany w 1815 jako pułk karabinierów milicji, lecz już rok później został przeformowany w 9 Pułk Kirasjerów. Walczył przeciw Belgom w 1831. Następnie w 1841 przeformowany w 2 Pułk Dragonów a w 1867 w 2 Pułk Huzarów.
Żołnierze pułku walczyli przeciw Niemcom w maju 1940, jednak po kapitulacji Holandii pułk rozwiązano.
Został odtworzony w 1978 i wchodzi w skład 43 Brygady Zmechanizowanej (43 Gemechaniseerde Brigade) operującej na czołgach niemieckiej produkcji - Leopard 2.

## Linki zewnętrzne

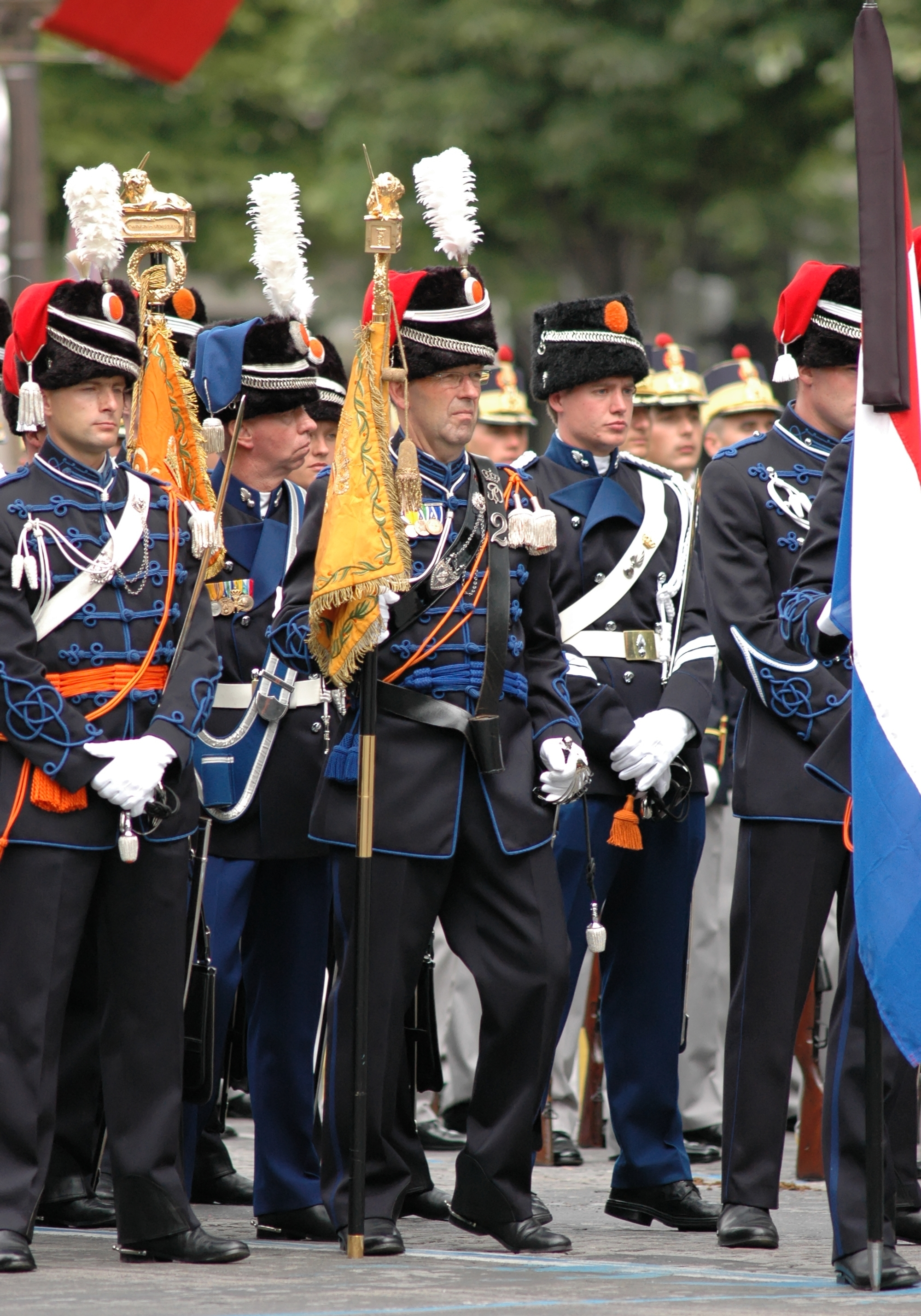
Pułk Huzarów im. Księcia Oranii w swoich tradycyjnych strojach podczas Dnia Bastylii 2007 na Placu Elizejskim